# آیوار کیسل
آیوار کیسل (استونیایی: Aivar Kisel؛ زادهٔ ۱۲ سپتامبر ۱۹۹۲) بازیکن بسکتبال اهل استونی است.
از باشگاه‌هایی که در آن بازی کرده‌است می‌توان به باشگاه بسکتبال تال‌تک اشاره کرد.